# 本多一夫
本多 一夫（ほんだ かずお、1934年7月11日 - ）は、日本の劇場経営者、実業家、俳優である。本多劇場グループ代表として、下北沢が「演劇の街」と呼ばれるようになった契機を作った。社団法人日本劇団協議会顧問。東京都世田谷区在住。息子は本多劇場総支配人の本多愼一郎。

## 人物

### 新東宝の俳優
北海道札幌市に生まれ、1953年（昭和28年）に北海道立伏見高校（現・北海道札幌啓北商業高等学校）を卒業後、北海道放送（HBC）の演劇研究所で学んだ後に上京した。
初めは俳優として活動し、映画俳優として新東宝に入社、1955年（昭和30年）の「新東宝ニューフェイス 第4期生」となった。新東宝ニューフェイスの同期には、女優・三ツ矢歌子、原知佐子、万里昌代、浅田勝子らがいた。
新東宝入社後には多数の作品に出演したものの、役に恵まれず、ほとんどが端役だった。本多が所属していた新東宝も1961年（昭和36年）には倒産した。

### 飲食店経営の実業家
新東宝の斜陽化とともに映画俳優に見切りをつけた本多は、1959年、わずかな資金を元手に下北沢駅近くでバー（トリスバー）を開店した。
そのバーにかつての俳優仲間が頻繁に手伝いに訪れたことから、「映画スターがお酌をしてくれる店」と評判になって経営は成功した。その後も業績は順調に伸び、本多は下北沢と周辺地域の店舗を次々に買収して事業を拡大、実業家として一時期は80軒以上もの居酒屋を所有していた。

### 俳優養成と劇団経営
しかし本多自身はショービジネスの世界を諦めきれず、1980年に演劇養成所「本多スタジオ」を設立。役者を目指す若者たちの「都心には大きな劇場は多いが、自分たちの求める演劇用の劇場が不足している」という話を聞き、「彼らの夢の力になりたい」という思いから劇場を作ること決意。下北沢駅に隣接する土地にマンションを建設し、その2階に「構想十年、自らの心血を注いだ理想の演劇専用劇場」として1982年に本多劇場をオープンさせた。それに先立ち「本多スタジオ」の稽古場も小劇場「ザ・スズナリ」として劇場化し（現在も同名の貸し稽古場「本多スタジオ」があるが、別の場所に存在）、その後も1980年代半ばに巻き起こった「小劇場演劇ブーム」を追い風に、次々と小劇場スペースを展開して本多劇場グループを形成、下北沢が「演劇の街」となる土壌を固めた。
2007年に「大人のための劇場」というコンセプトで小劇場「楽園」をオープンしたほか、本多自らも役者として、熟年劇団である「パラダイス一座」などの舞台に立っている。
2020年には徳永京子による著書を原作とした舞台『演劇の街をつくった男』が小劇場B1で上演され、特別出演した。

## 受賞歴
- 読売劇場大賞優秀作品賞受賞（1996年、スズナリ15周年記念公演『KAN-KAN』）[9]
- 第19回日本文化デザイン賞受賞（1997年）[7]
- 世田谷区文化芸術功労賞受賞（1997年）[7]
- 世田谷区制施行70周年特別文化功労賞（2002年）[9]
- 第3回渡辺晋賞（2008年）[7]
- 吉川英治文化賞（2018年）[5]
- 東京都名誉都民選定（2022年）[15][1]

## 俳優としての主な出演

### テレビ番組
- 下北サンデーズ 最終回（2006年、テレビ朝日系） - 本人 役[16]
- 下北沢ダイハード 最終話（2017年、テレビ東京系） -  ゲスト

### 映画
- リングの王者 栄光の世界（1957年、新東宝）
- 拳銃と驀走（1960年、新東宝） - 金子 役[17]
- 反逆児（1960年、新東宝） - 松野 役[18]
- 女巌窟王（1960年、新東宝）
- ざわざわ下北沢（2000年、シネマ下北沢） - 小屋主 役[19]
- ざわざわ下北沢 の、できるまで。（2001年、シネマ下北沢） - 『ざわざわ下北沢』のメイキング作品[20]

### 舞台
- パラダイス一座旗揚げ公演『オールド・バンチ〜男たちの挽歌』（2006年、ザ・スズナリ） - 平八 役[13][21]
- パニックシアター『ラストシーン』（2007年、小劇場 楽園）[12]
- 俳優修業（2007年、小劇場 楽園） - 主演[12]
- パラダイス一座『続オールド・バンチ～復讐のヒットパレード！』（2007年、ザ・スズナリ）[22]
- 世田谷区民上演グループB『ソラのタネ』（2009年、シアター711）[10]
- 劇団岸野組『改訂版 モトイヌ』（2017年、本多劇場）[23]
- 劇団岸野組 1990プロジェクト『老いらく長屋☆騒動記』（2018年、本多劇場）[24]
- 演劇の街をつくった男（2020年、小劇場B1）[14]
- LORE.p First project『夜半の月』（2021年、小劇場 楽園）[25]
- team UZU.UZU 旗揚公演『うずうず / ぐるぐる』（2023年、シアター711）[26]
- 本多プロデュース公演「お年を召しませ! 〜ケアハウス『ごきげんさん』の愛すべき日常〜」（2024年5月、小劇場B1）[27]

## 書籍

### 関連書籍
- 『下北沢ものがたり』シンコーミュージック・エンタテイメント、2014年。ISBN 978-4-401-63940-3。 - インタビュー掲載[28]
- 徳永京子『「演劇の街」をつくった男 本多一夫と下北沢』ぴあ、2018年。ISBN 978-4-8356-3849-2。 - 語り[4]